# Cidamón
Cidamón – gmina w Hiszpanii, w prowincji La Rioja, w La Rioja, o powierzchni 15,8 km². W 2011 roku gmina liczyła 32 mieszkańców.